# 1508
Il 1508 (MDVIII in numeri romani) è un anno bisestile del XVI secolo.

## Eventi
- 4 febbraio – Massimiliano I d'Asburgo imperatore, incoronato a Trento poiché Venezia gli sbarra il passaggio per Roma.
- 2 marzo – Battaglia di Cadore: Le truppe veneziane sconfiggono quelle tedesche, arrestandone l'avanzata nel Cadore.
- 6 giugno – Massimiliano I d'Asburgo viene sconfitto in Friuli dalle forze veneziane. Costretto a firmare una tregua triennale e a cedere diversi territori.
- 10 dicembre – Lega di Cambrai. Alleanza promossa da papa Giulio II contro Venezia. Vi aderirono Francia, Spagna, Germania, Ungheria, Mantova, Ferrara, Savoia. Cambrai è una città della Francia settentrionale.
- Dicembre – Michelangelo Buonarroti incomincia, su invito di papa Giulio II, la decorazione della volta della Cappella Sistina. Inoltre Raffaello da Urbino incomincia il lavoro decennale per affrescare le stanze papali dell'appartamento apostolico.
- Dawit II succede a suo padre Na'od come Imperatore d'Etiopia. A causa della sua giovane età, sua nonna Eleni funge da reggente.
- Kan fa uccidere Damkhat Reachea e ne usurpa il trono di re di Cambogia.

## Nati

### Febbraio
- 17 febbraio - Bernardo Salviati, cardinale e condottiero italiano († 1568)

### Marzo
- 1º marzo - Paolo Aretino, compositore italiano († 1584)
- 7 marzo - Humayun, imperatore indiano († 1556)
- 24 marzo - Giberto II Pio di Savoia, condottiero italiano († 1554)

### Aprile
- 3 aprile - Jean Dorat, scrittore e poeta francese († 1588)
- 4 aprile - Ercole II d'Este, duca († 1559)

### Maggio
- 31 maggio - Galeotto II Pico della Mirandola, nobile e condottiero italiano († 1550)

### Giugno
- 9 giugno - Primož Trubar, religioso e scrittore sloveno († 1586)
- 13 giugno - Alessandro Piccolomini, letterato, astronomo e arcivescovo cattolico italiano († 1578)
- 24 giugno - Jean Codure, gesuita francese († 1541)

### Settembre
- 19 settembre - Maria Paleologa, principessa († 1530)
- 25 settembre - Francisco Mendoza Bobadilla, cardinale e vescovo cattolico spagnolo († 1566)

### Novembre
- 10 novembre - Felice Tiranni, arcivescovo cattolico italiano († 1578)
- 23 novembre - Francesco di Brunswick-Lüneburg, nobile tedesco († 1549)
- 30 novembre - Andrea Palladio, architetto, teorico dell'architettura e scenografo italiano († 1580)

### Dicembre
- 9 dicembre - Gemma Frisio, matematico e cartografo olandese († 1555)
- 24 dicembre - Pietro Carnesecchi, umanista e funzionario italiano († 1567)

### Senza giorno specificato
- Moshe Alshich, rabbino e mistico ottomano († 1593)
- Onofrio Bartolini, arcivescovo cattolico italiano († 1555)
- Giovanni Beccaria, presbitero e docente svizzero († 1580)
- Jacopo Bonfadio, umanista e storico italiano († 1550)
- Giovanni Cervoni, poeta e letterato italiano
- Margaret Clement, matematica inglese († 1570)
- Quinto Mario Corrado, umanista italiano († 1575)
- Marino Darsa, commediografo, poeta e drammaturgo dalmata († 1567)
- Antonio da Trento, incisore e pittore italiano († 1550)
- Cristoforo Gherardi, pittore italiano († 1556)
- Livia, nobile italiana († 1569)
- Gian Girolamo Grandi, scultore italiano († 1560)
- Asakura Kagetaka, militare giapponese († 1570)
- Kamiizumi Nobutsuna, militare giapponese († 1577)
- Kyōgoku Takayoshi, militare giapponese († 1581)
- Paolo Lazise, umanista e teologo italiano († 1544)
- Antioco Mainas, pittore italiano
- Matsunaga Hisahide, militare giapponese († 1577)
- Jean de Montluc, vescovo cattolico francese († 1579)
- Antonio Morandi, architetto italiano († 1568)
- Paola Antonia Negri, religiosa italiana († 1555)
- Hans Neusidler, compositore e liutista tedesco († 1563)
- Francisco Pacheco de Villena, cardinale e arcivescovo cattolico spagnolo († 1579)
- Girolamo Pallavicino, condottiero italiano († 1579)
- Pedro Ponce de Leon, educatore e pedagogo spagnolo († 1584)
- Giacomo Promontorio, doge († 1578)
- Paolo Sadoleto, vescovo cattolico e umanista italiano († 1572)
- Georges de Selve, vescovo cattolico francese († 1541)
- Gabrio Serbelloni, condottiero italiano († 1580)
- Jérôme Souchier, abate e cardinale francese († 1571)
- William Stafford, militare inglese († 1556)
- Hans Steininger, politico austriaco († 1567)
- Marquardo Susanna, giurista e avvocato italiano († 1578)
- Christophe de Thou, avvocato e politico francese († 1582)
- Alessandro da Terni, condottiero italiano († 1555)
- William Turner, medico, naturalista e presbitero britannico († 1568)
- Rhys ap Gruffydd, militare gallese († 1531)
- François de Connan, giurista francese († 1551)
- Anne de Pisseleu d'Heilly, nobile francese († 1580)
- Juan de Salazar, militare e esploratore spagnolo († 1560)
- Masuma Sultan Begum, principessa indiana

## Morti

### Febbraio
- 1º febbraio - Niccolò II da Correggio, condottiero e letterato italiano (n. 1450)
- 3 febbraio - Gabriele II Malaspina, nobile italiano
- 4 febbraio - Conrad Celtis, poeta, editore e umanista tedesco (n. 1459)
- 4 febbraio - Carlo IV Malatesta, condottiero italiano (n. 1480)
- 16 febbraio - Giovanni II Bentivoglio, nobile italiano (n. 1443)
- 27 febbraio - Giberto Borromeo, nobile e politico italiano (n. 1460)
- 28 febbraio - Filippo del Palatinato, nobile (n. 1448)

### Marzo
- 3 marzo - Giacomino de' Canepacci, religioso italiano (n. 1438)
- 10 marzo - Paul Sixt I von Trautson, nobile e condottiero austriaco (n. 1460)
- 16 marzo - Shimazu Tadamasa, militare giapponese (n. 1463)
- 18 marzo - Alberto IV di Baviera, sovrano (n. 1447)
- 18 marzo - Antonio Trivulzio, cardinale e vescovo cattolico italiano (n. 1457)

### Aprile
- 11 aprile - Guidobaldo da Montefeltro, condottiero e duca italiano (n. 1472)
- 17 aprile - Antoniazzo Romano, pittore italiano
- 23 aprile - Radu IV cel Mare,  rumeno (n. 1467)

### Maggio
- 7 maggio - Nilo di Sora, monaco cristiano e mistico russo (n. 1433)
- 19 maggio - Antonio Surian, patriarca cattolico italiano (n. 1451)
- 27 maggio - Ludovico il Moro, nobile italiano (n. 1452)

### Giugno
- 6 giugno - Ercole Strozzi, poeta italiano (n. 1473)
- 15 giugno - Bérault Stuart d'Aubigny, nobile e condottiero francese (n. 1452)
- 18 giugno - Bartolomeo Calco, politico e mecenate italiano (n. 1434)
- 20 giugno - Ahmad al-Wansharisi, teologo e giurista algerino (n. 1430)

### Luglio
- 23 luglio - Giovanni Battista Caracciolo, II signore di Montanara, militare e nobile italiano (n. 1450)
- 23 luglio - Antonio Ferrero, cardinale e vescovo cattolico italiano (n. 1469)
- 26 luglio - Ludovico Bolognini, giurista e diplomatico italiano (n. 1447)

### Agosto
- 7 agosto - Francesco Brevio, giurista e vescovo cattolico italiano
- 11 agosto - Nefone II di Costantinopoli, arcivescovo ortodosso greco
- 27 agosto - Lucia Rusca, nobildonna italiana (n. 1460)

### Settembre
- 11 settembre - Galeotto Franciotti della Rovere, cardinale e vescovo cattolico italiano (n. 1471)
- 18 settembre - Jorge da Costa, cardinale e arcivescovo cattolico portoghese (n. 1406)
- 23 settembre - Beatrice d'Aragona, sovrana (n. 1457)
- 26 settembre - Giovanni Colonna, cardinale italiano (n. 1456)

### Ottobre
- 18 ottobre - Patrick Hepburn, I conte di Bothwell, nobile scozzese
- 23 ottobre - Diego Ramírez de Guzmán, vescovo cattolico spagnolo

### Novembre
- 2 novembre - Roberto II Sanseverino, nobile italiano (n. 1485)
- 9 novembre - Grazia da Cattaro, religioso italiano (n. 1438)
- 16 novembre - Lodovico Contarini, patriarca cattolico italiano
- 25 novembre - Ursula di Brandeburgo, nobile (n. 1450)
- 26 novembre - Ugo Ruggero III di Pallars Sobirà, nobile spagnolo

### Dicembre
- 10 dicembre - Renato II di Lorena, nobile francese (n. 1451)
- 22 dicembre - Eric II di Meclemburgo, nobile (n. 1483)
- 28 dicembre - Diego Rodríguez de Lucero, religioso spagnolo (n. 1440)

### Senza giorno specificato
- Simone del Pollaiolo, architetto, scultore e disegnatore italiano (n. 1457)
- Isaac Abrabanel, politico, filosofo e rabbino portoghese (n. 1437)
- Giovanni Barbagelata, pittore italiano
- Branai Conte, condottiero albanese
- Chōsokabe Kanetsugu, militare giapponese
- Vincenzo Calmeta, poeta e critico letterario italiano
- Matteo Coppola, mercante italiano
- Michelotto Corella, mercenario, assassino e generale spagnolo (n. 1470)
- Joan Ambrosio Dalza, compositore e liutista italiano
- Gian Luigi Fieschi, politico italiano (n. 1441)
- Palamede di Forbin, politico francese
- Pietro Iacopo De Jennaro, letterato e nobile italiano (n. 1463)
- Wolfgang Katzheimer, pittore tedesco
- Walter Kennedy, poeta scozzese (n. 1455)
- Abbondio Longhi, nobile italiano
- Lucrezia del Monferrato, nobildonna italiana
- Celso Maffei, letterato e religioso italiano (n. 1425)
- Meshullam da Volterra, mercante e viaggiatore italiano
- Judah Minz, rabbino italiano (n. 1405)
- Pietro Paolo della Sassetta, nobile, condottiero e politico italiano
- Friedrich Pacher, pittore austriaco
- Emanuele III Pessagno, navigatore italiano
- Damkhat Reachea, re cambogiano
- Pietro da Ravenna, giurista italiano (n. 1448)
- Giovanni Trivulzio, nobile italiano
- Eloy d'Amerval, scrittore francese (n. 1455)
- Francesco di Simone da Santacroce, pittore italiano
- Lourenço de Almeida, esploratore e militare portoghese (n. 1480)
- Domenico del Tasso, scultore italiano (n. 1440)
- Angelo di Giovanni da Verona, scultore italiano (n. 1437)
- Masuma Sultan Begum, principessa mongola

## Calendario
| Calendario 1508 | Calendario 1508 | Calendario 1508 | Calendario 1508 | Calendario 1508 | Calendario 1508 | Calendario 1508 | Calendario 1508 | Calendario 1508 | Calendario 1508 | Calendario 1508 | Calendario 1508 | Calendario 1508 | Calendario 1508 | Calendario 1508 | Calendario 1508 | Calendario 1508 | Calendario 1508 | Calendario 1508 | Calendario 1508 | Calendario 1508 | Calendario 1508 | Calendario 1508 | Calendario 1508 | Calendario 1508 | Calendario 1508 | Calendario 1508 | Calendario 1508 | Calendario 1508 | Calendario 1508 | Calendario 1508 | Calendario 1508 | Calendario 1508 |
| --------------- | --------------- | --------------- | --------------- | --------------- | --------------- | --------------- | --------------- | --------------- | --------------- | --------------- | --------------- | --------------- | --------------- | --------------- | --------------- | --------------- | --------------- | --------------- | --------------- | --------------- | --------------- | --------------- | --------------- | --------------- | --------------- | --------------- | --------------- | --------------- | --------------- | --------------- | --------------- | --------------- |
|                 | 1               | 2               | 3               | 4               | 5               | 6               | 7               | 8               | 9               | 10              | 11              | 12              | 13              | 14              | 15              | 16              | 17              | 18              | 19              | 20              | 21              | 22              | 23              | 24              | 25              | 26              | 27              | 28              | 29              | 30              | 31              |                 |
| Gennaio         | Sa              | Do              | Lu              | Ma              | Me              | Gi              | Ve              | Sa              | Do              | Lu              | Ma              | Me              | Gi              | Ve              | Sa              | Do              | Lu              | Ma              | Me              | Gi              | Ve              | Sa              | Do              | Lu              | Ma              | Me              | Gi              | Ve              | Sa              | Do              | Lu              |                 |
| Febbraio        | Ma              | Me              | Gi              | Ve              | Sa              | Do              | Lu              | Ma              | Me              | Gi              | Ve              | Sa              | Do              | Lu              | Ma              | Me              | Gi              | Ve              | Sa              | Do              | Lu              | Ma              | Me              | Gi              | Ve              | Sa              | Do              | Lu              | Ma              |                 |                 |                 |
| Marzo           | Me              | Gi              | Ve              | Sa              | Do              | Lu              | Ma              | Me              | Gi              | Ve              | Sa              | Do              | Lu              | Ma              | Me              | Gi              | Ve              | Sa              | Do              | Lu              | Ma              | Me              | Gi              | Ve              | Sa              | Do              | Lu              | Ma              | Me              | Gi              | Ve              |                 |
| Aprile          | Sa              | Do              | Lu              | Ma              | Me              | Gi              | Ve              | Sa              | Do              | Lu              | Ma              | Me              | Gi              | Ve              | Sa              | Do              | Lu              | Ma              | Me              | Gi              | Ve              | Sa              | Do              | Lu              | Ma              | Me              | Gi              | Ve              | Sa              | Do              |                 |                 |
| Maggio          | Lu              | Ma              | Me              | Gi              | Ve              | Sa              | Do              | Lu              | Ma              | Me              | Gi              | Ve              | Sa              | Do              | Lu              | Ma              | Me              | Gi              | Ve              | Sa              | Do              | Lu              | Ma              | Me              | Gi              | Ve              | Sa              | Do              | Lu              | Ma              | Me              |                 |
| Giugno          | Gi              | Ve              | Sa              | Do              | Lu              | Ma              | Me              | Gi              | Ve              | Sa              | Do              | Lu              | Ma              | Me              | Gi              | Ve              | Sa              | Do              | Lu              | Ma              | Me              | Gi              | Ve              | Sa              | Do              | Lu              | Ma              | Me              | Gi              | Ve              |                 |                 |
| Luglio          | Sa              | Do              | Lu              | Ma              | Me              | Gi              | Ve              | Sa              | Do              | Lu              | Ma              | Me              | Gi              | Ve              | Sa              | Do              | Lu              | Ma              | Me              | Gi              | Ve              | Sa              | Do              | Lu              | Ma              | Me              | Gi              | Ve              | Sa              | Do              | Lu              |                 |
| Agosto          | Ma              | Me              | Gi              | Ve              | Sa              | Do              | Lu              | Ma              | Me              | Gi              | Ve              | Sa              | Do              | Lu              | Ma              | Me              | Gi              | Ve              | Sa              | Do              | Lu              | Ma              | Me              | Gi              | Ve              | Sa              | Do              | Lu              | Ma              | Me              | Gi              |                 |
| Settembre       | Ve              | Sa              | Do              | Lu              | Ma              | Me              | Gi              | Ve              | Sa              | Do              | Lu              | Ma              | Me              | Gi              | Ve              | Sa              | Do              | Lu              | Ma              | Me              | Gi              | Ve              | Sa              | Do              | Lu              | Ma              | Me              | Gi              | Ve              | Sa              |                 |                 |
| Ottobre         | Do              | Lu              | Ma              | Me              | Gi              | Ve              | Sa              | Do              | Lu              | Ma              | Me              | Gi              | Ve              | Sa              | Do              | Lu              | Ma              | Me              | Gi              | Ve              | Sa              | Do              | Lu              | Ma              | Me              | Gi              | Ve              | Sa              | Do              | Lu              | Ma              |                 |
| Novembre        | Me              | Gi              | Ve              | Sa              | Do              | Lu              | Ma              | Me              | Gi              | Ve              | Sa              | Do              | Lu              | Ma              | Me              | Gi              | Ve              | Sa              | Do              | Lu              | Ma              | Me              | Gi              | Ve              | Sa              | Do              | Lu              | Ma              | Me              | Gi              |                 |                 |
| Dicembre        | Ve              | Sa              | Do              | Lu              | Ma              | Me              | Gi              | Ve              | Sa              | Do              | Lu              | Ma              | Me              | Gi              | Ve              | Sa              | Do              | Lu              | Ma              | Me              | Gi              | Ve              | Sa              | Do              | Lu              | Ma              | Me              | Gi              | Ve              | Sa              | Do              |                 |